# Artists United Against Apartheid
Artists United Against Apartheid was een gelegenheidsformatie, in 1985 geïnitieerd door de Amerikaanse zanger Little Steven en producer Arthur Baker.
De internationale band bestond uit 49 artiesten. Behalve Little Steven zelf waren dat Afrika Bambaataa, Ray Barretto, Stiv Bators, Pat Benatar, Big Youth, Ruben Blades, Kurtis Blow, Bono, Jackson Browne, Ron Carter, Clarence Clemons, Jimmy Cliff, George Clinton, Miles Davis, Bob Dylan, The Fat Boys, Peter Gabriel, Peter Garrett, Bob Geldof, Lotti Golden, Hall & Oates, Herbie Hancock, Daryl Hannah, Nona Hendryx, Eddie Kendricks, Kool DJ Herc, Darlene Love, Melle Mel, Michael Monroe, Bonnie Raitt, Joey Ramone, Lou Reed, Keith Richards, David Ruffin, Run-D.M.C., Gil Scott-Heron, Lakshminarayana Shankar, Bruce Springsteen, Zak Starkey, Ringo Starr, Peter Wolf, Bobby Womack en Ronnie Wood.
De groep keerde zich tegen de apartheid in Zuid-Afrika en nam het album Sun City op, waarvan de gelijknamige single werd uitgebracht. In dit nummer verklaarden de artiesten dat ze nooit zouden spelen in Sun City, een luxe resort in Zuid-Afrika waar alleen de blanke elite welkom was. Ook de politiek van de Amerikaanse president Ronald Reagan ten aanzien van het blanke regime in Zuid-Afrika, door hemzelf als constructive engagement aangeduid, werd bekritiseerd.
In Little Stevens thuisland Amerika werd Sun City slechts een bescheiden hit, in landen als Nederland, Australië en Canada gooide het hogere ogen. Het nummer werd verboden in Zuid-Afrika. De opbrengst van het album en de single was zo'n 1 miljoen dollar en werd bestemd voor projecten tegen apartheid, waaronder steun voor politieke gevangenen in Zuid-Afrika.